# Prinsenhof (Delft)
Het Prinsenhof (dansk: Prinsens hof) er et kommunalt museum i Delft i Holland. Det er beliggende på Sint Agathaplein (Dansk: Sankt Agathatorv) og var oprindeligt klosteret Sankt Agathe.

## Historie
Alyd Busers, (død 1409), var en rig enke i Delft. I slutningen af 1300-tallet sluttede hun og datteren Aechte sig til en religiøs gruppe. I 1403 erhvervede den et hus i Delft og oprettede et kloster i det, som de viede til Sankt Agathe (Agathe af Catania), som var skytshelgen for Aechte (Aechte er diminutiv for Agathe). Alyd Busers blev den første forstanderinde og Aechte den anden.
Gruppen voksede og klosteret blev udvidet flere gange. Det blev det vigtigste og rigeste inden for murene af det middelalderlige Delft.
Efter Reformationen opdeltes bygningen i løbet af anden halvdel af det 16. århundrede og brugtes til forskellige formål. En del af kapellet forblev kirke, og i den lange sydfløj boede stadig nogle klostersøstre. Det øvrige blev indrettet som hof for Vilhelm den tavse (også Vilhelm 1. af Nederlandene), som boede der regelmæssigt fra 1572 til 1584. Siden er bygningen kendt som Prinsenhof.
Vilhelm den tavse blev skudt og dræbt i bygningen af Balthazar Gérard i 1584. Kuglehullerne fra attentatet kan stadig ses i muren.
I 1657 blev Prinsenhof delvis ombygget til klædemagasin. Fra 1775 til 1807 husede den latinskolen. Komplekset blev restaureret mellem 1932 og 1951 for at blive kommunalt museum. Museet har et årligt besøgstal på ca. 60.000.
Delfts wallonske kirke ligger ved siden af Prinsenhof.